# Black hat

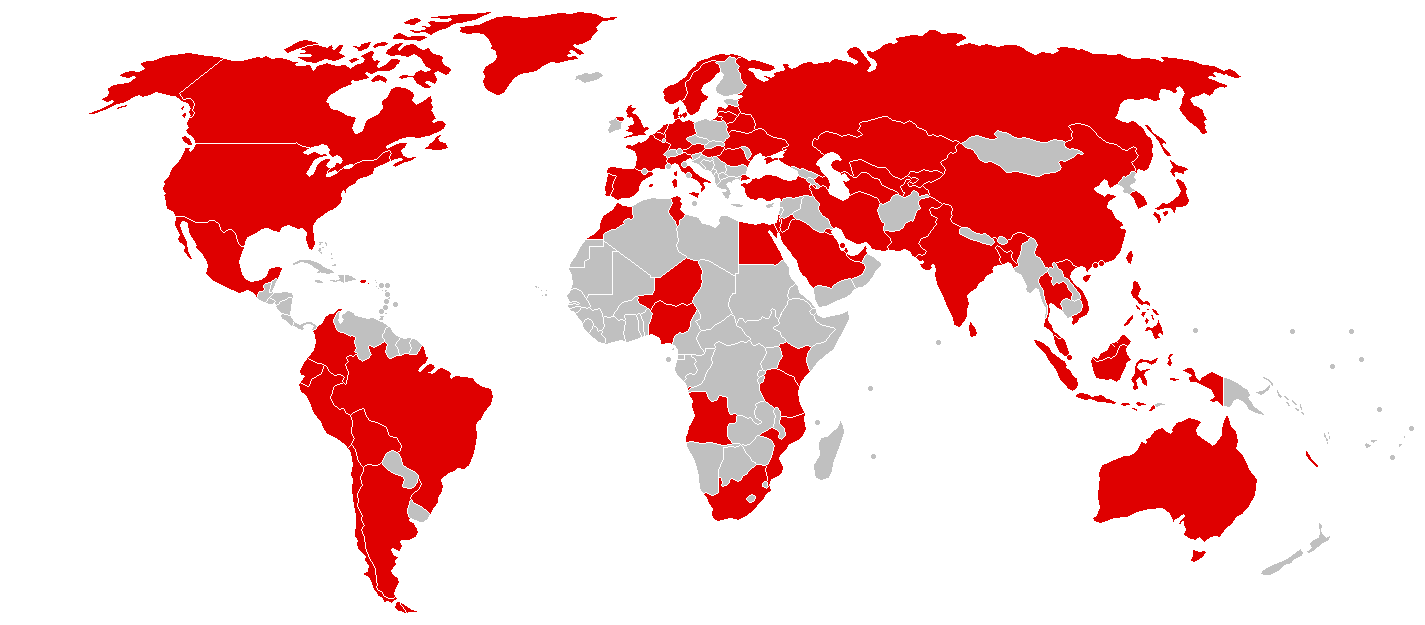
Țări inițial afectate de atacul ransomware WannaCry

Un hacker black hat (din engleză black hat, „pălărie neagră”) este un hacker care „încalcă securitatea calculatoarelor în scopuri malițioase sau pentru câștig personal”. 

## Origine
Originea termenului este adesea atribuită teoreticianului culturii hackerilor⁠(d) Richard Stallman (deși el neagă că l-ar fi lansat)  pentru a-l pune în contrast cu hackerul white hat, ale cărui acțiuni au rol de protecție prin atragerea atenției asupra vulnerabilităților sistemelor informatice care necesită reparații.  Terminologia provine din genul Western din cultura populară americană, în care pălăriile albă și neagră⁠(d) puteau ajuta la identificarea personajelor pozitive și negative din filme. 
Hackerii black hat sunt grupurile de hacking ilegale, ilustrate stereotipic în cultura populară, și sunt „epitomul tuturor fricilor publicului față de criminalitatea informatică”.  Hackerii black hat sparg rețele sigure pentru a distruge, modifica sau fura date sau pentru a face rețelele inutilizabile pentru utilizatorii autorizați de rețea. 